# Fred Hollows
Frederick Hollows, AC (9 avril 1929 – 10 février 1993), dit Fred Hollows, est un ophtalmologiste australien d'origine néo-zélandaise, connu pour avoir soigné des milliers de personnes en Australie et dans d'autres pays. Une estimation porte à un million le nombre de personnes soignées grâce aux initiatives de Hollows, principalement la Fred Hollows Foundation.

## Biographie
Frederick Cossom Hollows naît et est élevé à Dunedin, en Nouvelle-Zélande. Il étudie à l'université Victoria de Wellington. Après avoir passé quelque temps au séminaire, il rejette l'idée de faire carrière dans le clergé et s'inscrit à l'école de médecine d'Otago. Durant la guerre froide, il devient membre du parti communiste néo-zélandais, qu'il quitte dans les années soixante.
Il finit ses études au pays de Galles avant d'émigrer en Australie en 1965. Il enseigne alors l'ophtalmologie à l'Université de Nouvelle-Galles du Sud de Sydney.
Il prend la nationalité australienne (en) en 1989. Il décède d'un cancer du rein en 1993.

## Travaux
Au début des années 1970, Hollows visite des villes isolées de Nouvelle-Galles du Sud et des communautés aborigènes. Il est préoccupé par le nombre élevé d'Aborigènes qui ont des problèmes aux yeux, en particulier le trachome, qui peut provoquer la cécité. En 1971, il est entre autres à l'origine de l'Aboriginal Medical Service (en) et devient par la suite responsable du développement de services médicaux à destination des aborigènes à travers l'Australie. Hollows passe trois ans à rendre visite aux communautés aborigènes pour leur prodiguer des soins des yeux. Il visite ainsi 460 communautés et examina 62000 patients, ce qui conduisit à 27000 traitement contre le trachome et à 1000 opérations.
Ses visites au Népal en 1985, en Érythrée en 1987 et au Viêt Nam en 1991 résultent en des programmes de formation des spécialistes locaux pour leur permettre d'effectuer des opérations des yeux. Hollows fait fabriquer par des laboratoires en Érythrée et au Népal des lentilles vendues à prix coûtant. Les deux laboratoires commencent leur production en 1994, c'est-à-dire après sa mort.

## Distinctions
Il est nommé Australien de l'année en 1990 et a reçu la médaille des droits de l'homme. Il est nommé citoyen d'honneur de l'Érythrée en 1991.
L'astéroïde (12113) Hollows porte son nom.